# هجوم كونغسبرغ
هجوم كونغسبرغ في 13 أكتوبر 2021، أطلق رجل النار على عدة أشخاص بقوس وسهم في سوق في كونغسبرغ النرويج، وهي بلدة تقع على بعد 70 كيلومترًا (43 ميلًا) غرب العاصمة أوسلو. قُتل خمسة أشخاص وجُرح اثنان، واعتُقل الجاني المشتبه به. تم القبض على المهاجم وهو رجل يبلغ من العمر 37 عامًا من الدنمارك، بعد 45 دقيقة من الهجوم أثناء مواجهة مع الشرطة.
أدى الهجوم إلى استجابة طارئة كبيرة تتألف من الشرطة المسلحة وأكثر من عشر سيارات إسعاف وطائرتي هليكوبتر. بعد ساعات قليلة من الحادث أصدرت مديرية الشرطة أمرًا وطنيًا للتسليح. عقدت رئيسة الوزراء إرنا سولبرغ ووزيرة العدل مونيكا ميلاند مؤتمرا صحفيا حول الحادث مساء ذلك اليوم.

## الهجوم
في 13 أكتوبر 2021، وفي الساعة 6.13 مساءً بالتوقيت المحلي، أطلق المهاجم النار على أشخاص في سوبر ماركت كوب إكسترا في غرب بلدة كونغسبيرغ الصغيرة. وبحسب تقارير الشرطة استخدم المهاجم القوس والسهم بالإضافة إلى أسلحة أخرى. بعد الدخول إلى السوبر ماركت وتنفيذ الهجوم هرب الجاني إلى المدينة. طلبت الشرطة من السكان عدم النزول إلى الشوارع والبحث عن الجاني في منطقة واسعة نسبيًا.
أعلن قائد الشرطة المحلية أويفيند آس بعد إلقاء القبض على المشتبه به أن الشرطة افترضت في البداية أن الجاني هو فرد واحد. تم القبض على الجاني المزعوم من قبل الشرطة في الساعة 6:47 مساءً واقتيد إلى بلدة درامن المجاورة. شارك جهاز المخابرات الداخلية بالشرطة النرويجية في التحقيق.
تلقى المصابون علاجا طبيًا مكثفًا.

## الضحايا
قُتل في الهجوم خمسة أشخاص، وأصيب اثنان آخران. من بين الجرحى شرطي كان خارج الخدمة وقت ارتكاب الجريمة.

## مرتكب الهجوم
المشتبه به رجل يبلغ من العمر 37 عامًا ويعيش في كونغسبرغ. نظرًا لاختلاف جنسيات والديه، إلا أنه يحمل الجنسية الدنماركية. فور إلقاء القبض عليه تم استجوابه لمدة ثلاث ساعات وقدم معلومات مستفيضة عن جريمته. قالت مدعية الشرطة آن إيرين سفاني ماتياسين إن الرجل «معجب بالشرطة» وأنه كان على اتصال بالخدمات الصحية النرويجية في عدة مناسبات.